# Hylle (svampar)
Hylle kallas de skyddande hinnorna som finns på många hattsvampar.
Ofta finns ett inre hylle, som skyddar hymeniet. Flugsvampar har även ett yttre hylle, som omger hela fruktkroppen.
När fruktkroppen växer, brister hyllena. Rester av det inre hyllet kan bilda en ring runt foten, och rester av det yttre hyllet kan bilda en strumpa (volva), och hylleplättar på hatten. De mest kända hylleplättarna är röd flugsvamps vita prickar.
Med latinska termer kallas hylle stundom velum; yttre hylle kallas velum universale och inre hylle kallas velum partiale.